# Café Chantant (Milva)
Café Chantant è un album discografico della cantante italiana Milva pubblicato nel 1994 dalla Lavazza.

## Descrizione
L'album era un CD promozionale in vendita solo come allegato di un volume edito dalla Elide Editrice, dedicato alla storia del Café Chantant, composto da cover che avevano come filo conduttore il caffè, ma anche alcuni dei successi del passato di Milva riarrangiati. Le tracce sono tratte da un repertorio piuttosto vasto e variegato, appartenente ad epoche molto diverse tra loro.
Come recita il sottotitolo, il disco si proponeva di trattare di arte, musica ed altro ancora nella tradizione del caffè).
L'arrangiatore del disco è il collaboratore di lungo corso di Milva, Natale Massara e vedeva la partecipazione del fisarmonicista Gianni Coscia.
L'album non è presente sulle piattaforme digitali e sui servizi di streaming.

## Tracce
1. Vita quotidiana
2. Canzone triste
3. 'A tazza 'e café
4. Ernando un caffè
5. O ccafé
6. Caffè nero bollente
7. Vecchio frack
8. Moliendo Café
9. Fumo e odore di caffè
10. Sognavo, amore mio
11. Albergo a ore
12. L'ultima Carmen
13. Una donna sola
14. Fine settimana
15. Tabaren
16. Balocchi e profumi
17. Creola
18. Re di cuori
19. Mattchiche
20. La diva dell'Empire
21. La giava rossa
22. Il pesciolino
23. Ninnolo